# Villa Aalbeek

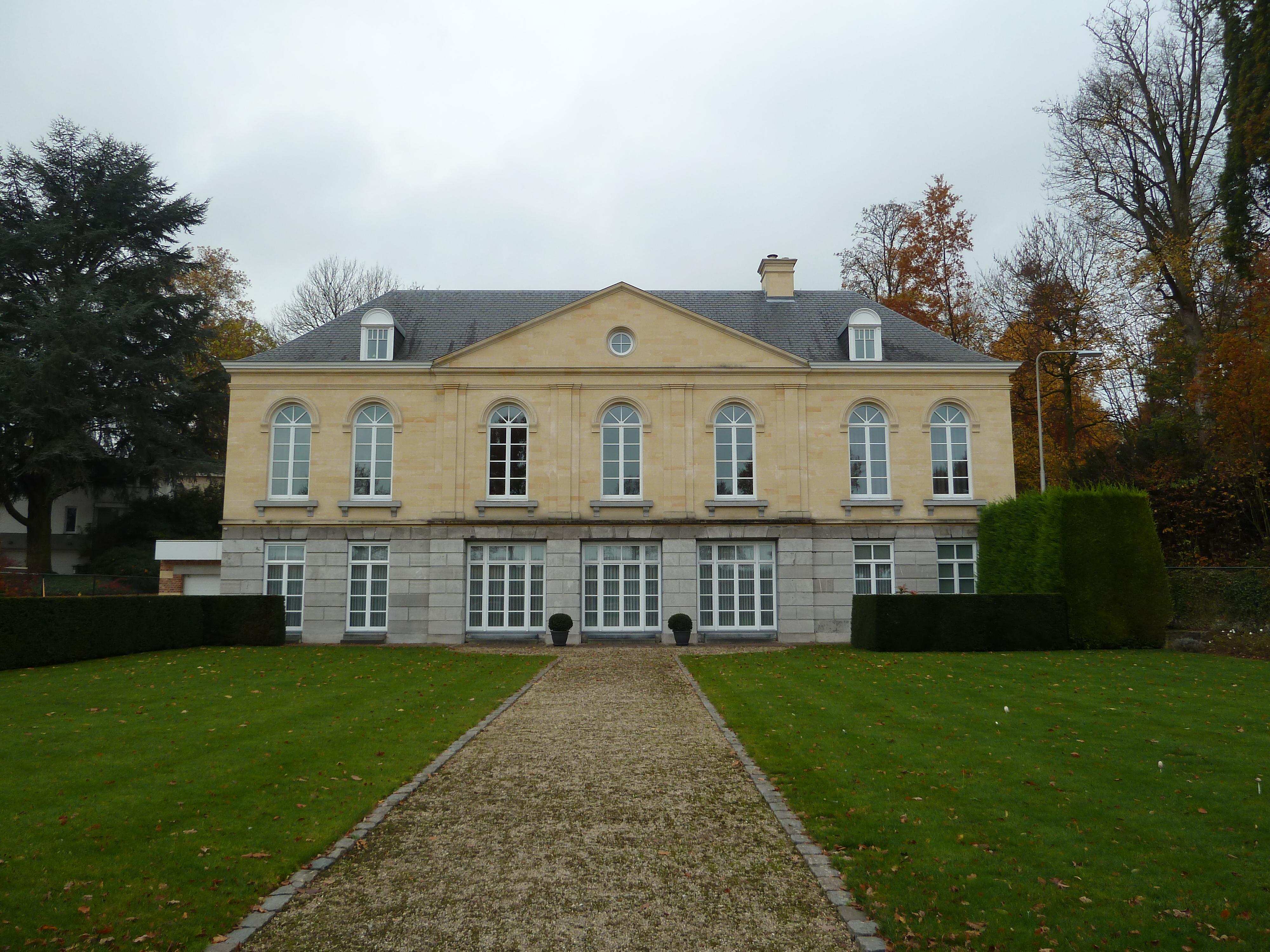
Het gebouw in 2010

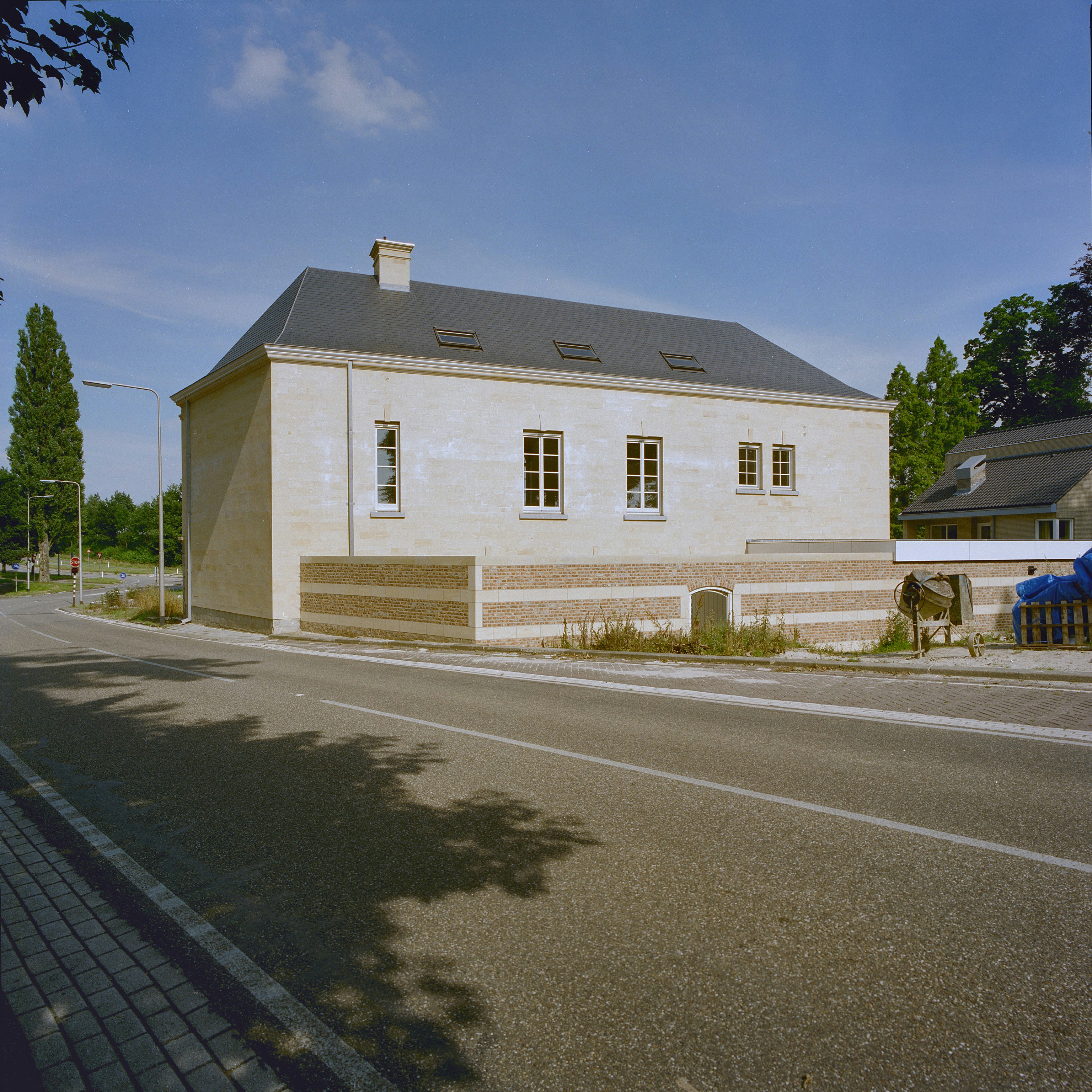
Achtergevel van het gebouw

De Villa Aalbeek, eerder gekend als het koetshuis, is een gebouw in Aalbeek in de Nederlands Zuid-Limburgse gemeente Beekdaelen. Het gebouw staat aan de Aalbekerweg (de weg van Hulsberg naar Nuth) nabij de kruising waar de Provincialeweg en Nieuwenhuysstraat hierop uitkomen.
Achter het pand staat een mammoetboom die een omtrek heeft van bijna vijf meter.

## Geschiedenis
In de eerste helft van de 19e eeuw werd het gebouw gebouwd als koetshuis van het landhuis op het Landgoed Aalbeek.
Vanaf 1879 werd het landhuis en verdere gebouwen op het landgoed gebruikt als Jezuïetenklooster.
In 1896 en 1911 werden respectievelijk het landhuis en de lage tuinvleugel gesloopt. In de plaats van het landhuis bouwde men de eerste helft van het kloostergebouw. In 1911 werd er op die plaats van de lage tuinvleugel de tweede helft van het klooster gebouwd. Vanaf die tijd kreeg het koetshuis de functie van kloosterkerk.
Op 14 maart 1967 werd het gebouw ingeschreven in het rijksmonumentenregister.
Rond 1970 werd het klooster gesloten en stond het complex jarenlang leeg, waardoor het in verval raakte.
In april 1987 stortte het dak van het voormalige koetshuis in.
In de jaren 1990 werd het koetshuis herbouwd en ingericht als woning. Sindsdien staat het gebouw bekend als Villa Aalbeek.

## Bouwwerk
Het voormalige koetshuis is gebouwd in neoclassicistische stijl op een rechthoekig plattegrond. Het gebouw heeft twee bouwlagen en wordt gedekt door een schilddak van leien met daaronder een zolder, met twee dakkapelletjes. De (blinde) zijgevel ligt aan de Provincialeweg naar Meerssen.
De voorgevel heeft zeven traveeën en is voorzien van een drie traveeën breed middenrisaliet met daarboven een fronton in mergel met een rond venster. De benedenverdieping is bekleed met hardsteen in blokverband en bevat zeven rechthoekige vensters, waarvan de middelste drie breed zijn uitgevoerd. De in Limburgse mergel uitgevoerde bovenverdieping heeft zeven rondboogvensters met geprofileerde vooruit springende archivolten, waarbij de middelste drie vensters gemarkeerd worden door Dorische pilasters met verkropping.
De zijgevel en achtergevel zijn volledig opgetrokken in mergelsteen.